# Бейкер (остров)
Бе́йкер (англ. Baker Island; ранее известный как Нью-Нантакет англ. New Nantucket) — небольшой необитаемый атолл в Тихом океане, чуть севернее экватора, в 3100 км к юго-западу от Гонолулу.
Образует неинкорпорированную неорганизованную территорию США (то есть, юридически не является частью их территории) в ведении Министерства внутренних дел, которое управляет островом в рамках Национальной программы спасения дикой природы.

## География

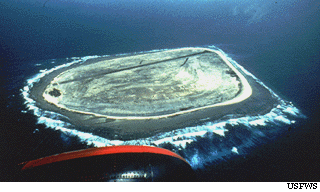
Фотография острова

Площадь 1,24 км², длина береговой линии 4800 м. Рельеф низкий, песчаный. Климат экваториальный. Природных источников пресной воды нет. Растительность представлена в основном травами и кустарниками, деревьев нет. Остров служит пристанищем множеству морских птиц.
Возле острова берёт своё начало знаменитое тёплое океаническое течение «Эль-Ниньо».
На острове круглый год дневная температура составляет около +30 °C, а влажность воздуха практически не опускается ниже 90 %.

## История
США объявили свои права на остров в 1857 г., ссылаясь на Закон об островах с залежами гуано, принятый в стране в 1856 г. С 1886 по 1934 г. Бейкер имел статус Заморской территории Великобритании. Обе страны вели здесь добычу гуано. В 1935 году на острове было основано поселение Мейертон. Освоение острова было прервано Второй мировой войной.
В настоящее время США поддерживают здесь свою исключительную экономическую зону радиусом 200 морских миль.